# Stjernen Hockey
Stjernen Hockey je norveški klub u športu hokeju na ledu iz grada Fredrikstada.
Utemeljen je 1960. godine.
Svoje domaće susrete igra u dvorani "Stjernehallen".
Klupske boje su crvena i bijela.

## Povijest
Utemeljen je 1960.,kad je dječački klub "the Star" jednostavno preveo vlastito ime iz engleskog oblika u norveški, radi udovoljavanja pravilima norveškog hokejaškog saveza, čime su mogli sudjelovati u ligaškom sustavu. 
Nakon desetak godina igranja na vanjskom sklizalištu, odnosno igranja na tuđem, posuđenom, kod mjesnih takmaca "Sparte", "Stjernen" je dobio vlastito sklizalište 1970., kad je "Stjernehallen" službeno otvoren.
Zahvaljujući dobroj organizaciji rada s mladeži, uz nove objekte, "Stjernen" se uspinjao kroz lige dosegnuvši najviši razred 1974. po prvi put u povijesti.
U sezoni 1980/81., postali su prvacima, pobijedivši "Valerengu" s 2:1, u srazu igranom na tri pobjede, čime su postali prvi prvaci izvan Osla.
Uspjeh su ponovili 1985/86., pobijedivši autsajder "Frisk Tigerse". '80-te su bile zlatne godine za ovaj klub. Najveća igračka imena su onda igrala za njega. 
'90-ih su još uvijek bili silom, i još dva puta su igrali u završnici, 1991/92. i 1994/95., ali su oba puta izgubili.
U drugoj polovici istog desetljeća su upali u gospodarske poteškoće, skoro upavši u bankrot.
Ipak, klub se oporavio, i 2005/06. je osvojio drugo mjesto u ligaškom dijelu natjecanja, a bili su i vrlo blizu ulasku u završnicu. Pak, momčad iz te sezone, uvelike izgrađena na inozemcima, se osula u idućoj sezoni.

## Klupski uspjesi
- prvaci: 1980/81. i 1985/86.
  - doprvaci (završnica doigravanja): 1991/92. i 1994/95.

Prvi su neoslanski klub u Norveškoj koji je osvojio norveško prvenstvo, a to je bilo 1980/81.

## Poznatiji igrači
Od poznatijih igrača, u "Stjernenu" su igrali Morten Finstad, Ørjan Løvdahl, Trond Magnussen, Bjørge Josefsen, Tore Vikingstad i kanađanin Chris St.Cyr.

## Vanjske poveznice
- http://www.stjernen.no/ Službene stranice